# Поп Мило Јововић
Мило Петров Јововић (Марковина, Катунска нахија, 1824 — Никшић, 1877) био је свештеник Српске православне цркве, српски јунак и четовођа из Црне Горе.

## Биографија
Непрекидно је четовао од 1858. до 1877. године. Приликом опсаде Никшића 1877. оклеветао га је Петар Вукотић код књаза Николе, а књаз је попу Милу одузео команду војевања при опсади. Након тога слиједи смрт попа Мила Јововића.
Његов је рођак познати јунак, Новак Рамов Јововић. Био је цијењен као рјечит човјек и изузетан гуслар, а опјеван је и у народним пјесмама.
Као петнаестогодишњак је дошао у Цетињски манастир да учи за свештеника. Парох Марковине и околних села је постао по жељи владике Петра II Петровића Његоша. Четовао је од 1858. године, најчешће по Херцеговини. Учествовао је у свим већим борбама (са Пеком Павловићем) у Херцеговачком устанку, 1875. године: на касаби Невесињској, на Пољицу, Плани и Глувој смокви. Учествовао је у борбама на Вучјем долу, Дуги, Острогу и другим ратним поприштима, за вријеме црногорско-османског рата (1876-1878).
О његовој погибији хроничар је оставио следећи запис:
Гласовити по свему поп Мило Јововић из Марковине искочи из шанца, па се флегматично упути турским шанцима. Плотуни из пушака осули су на њега из турских шанчева. Када је био близу амбара, који лежи под самим градом, сјео је насред поља позивајући најчувеније јунаке Никшића да му изађу на мегдан. Најпослије плотунима буде оборен. Један Никшићанин искочи из шанца, притрча и посјече му главу наочиглед обје војске. Тај чудновати призор учинио је силну сензацију у војсци на обје стране. Настала су разна тумачења у војсци о тој јуначкој, али очајној смрти.
Јуначку смрт попа Мила Јововића је описао и војвода Симо Поповић у свом спјеву Освојење Никшића и то у дијелу Смрт попа Мила.
Његова погибија, приликом опсаде Никшића (која се дешавала од 11. јула до 27. августа 1877. године) када је командовао одредом који је нападао Бедем са западне стране - опјевана је у пјесми „Смрт попа Мила Јововића“ аутора Божа Ђурановића . Сматра се да је његову главу са бедема скинула Госпава Станише Мацановић из Озринића, која је допринијела освајању града од Турака 1877. године. Касније је награђена од књаза Николе. Такође, мајка попа Мила Јововића, Ћетна, у поезији описује се као српска Спартанка.